# Campeones Cup 2022
La Campeones Cup 2022 fue la cuarta edición de este torneo que enfrenta anualmente al campeón de la Major League Soccer (MLS) con el campeón de campeones de la Liga MX de la temporada anterior. Fue disputada el 14 de septiembre de 2022 en el Yankee Stadium de Nueva York,  y en ella participaron el campeón de la temporada 2021 de la MLS: New York City FC y el ganador del Campeón de Campeones 2021-22 de la Liga MX: Atlas FC.
El campeón fue el New York City, quien venció a su similar mexicano por 2-0 en el tiempo regular, consiguiendo así su primer título en la historia del certamen.

## Partido

### New York City - Atlas
| 14 de septiembre de 2022                              | New York City            | 2:0 (1:0) | Atlas | Yankee Stadium, Nueva York                                |                                                           |
|                                                       | Callens 4' · Morález 49' | Reporte   |       | Asistencia: 24 823 espectadores Árbitro(s): Said Martínez | Asistencia: 24 823 espectadores Árbitro(s): Said Martínez |
| New York City Campeón de la Campeones Cup 2022 (2:0). |                          |           |       |                                                           |                                                           |

|                                                |
| Campeón de la Campeones Cup 2022 New York City |
| 1° Título                                      |